# Snøvsen ta'r springet
Snøvsen ta'r springet er anden film i serien om Snøvsen, og blev udgivet i 1994.

## Handling
Drengen Eigil og hans lille mærkelige ven, Snøvsen, med kun én fod, vil sammen prøve at skaffe penge så Eigils familie ikke behøver at flytte, og Snøvsen bliver både præsenteret i tv som et naturvidenskabeligt mirakel og i cirkus som verdens eneste og højest hoppende trampolin-snøvs.

## Medvirkende
- Bjarke Smitt Vestermark: Eigil
- Sara Scharling Vestergaard: Marianne, Eigils lillesøster
- Jannie Faurschou: Eigils mor
- Søren Sætter-Lassen: Eigils far
- Kurt Ravn: Lektor H. C. Blomme
- Søs Egelind: Fru Blomme
- Lars Knutzon: Cirkusdirektør Frederico
- Thomas Mørk: Mr. Hat-Trick, cirkuskunstner
- Niels Olsen: Edvin, cirkuskunstner
- Hella Joof: Ditte, musiker
- Waage Sandø: Entreprenør
- Søren Hauch-Fausbøll: Entreprenørens hjælper
- Sonja Oppenhagen: Rut Rosenhøj, vært for Tv-programmet "Naturfregatten"
- Ina-Miriam Rosenbaum: Snøvsens stemme
- Henrik Koefoed: Kaninen Kurts stemme